# Detonación

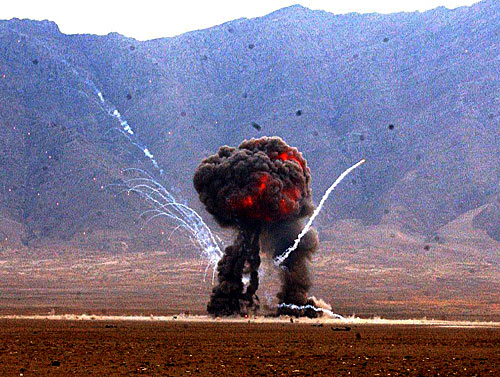
Un escondrijo de armas es detonado en East River Range en el campo de aviación de Bagram, Afganistán.

Una detonación es una combustión supersónica que implica la existencia de una onda expansiva y una zona de reacción detrás de ella. Se diferencia de la deflagración, que es una combustión subsónica.
Una detonación es un drástico proceso de transformación de la energía que contiene un material, casi siempre de naturaleza química, que se intercambia a elevadas velocidades con el medio adyacente. Así, para medir el poder detonante de un material con propiedades explosivas, se utiliza la definición de "poder detonante" y se expresa en metros por segundo, dadas las características particulares del material químico en cuestión. 
La detonación en sí, considerando la idea de un dispositivo detonador, es un rápido microcambio (prácticamente instantáneo), que inyecta en el material que se pretende detonar, una cierta cantidad de energía que a este le es imposible de acumular, almacenar, o disipar por algún otro medio. Esto hace que en el material sometido se produzca una reacción crítica, principalmente en la que su estructura molecular experimenta una drástica pérdida de su geometría estructural o deformación física. De ahí que una parte de la base científica del poder detonante esté relacionada con la geometría del contenedor, es decir, los materiales químicos pueden poseer capacidad detonante por naturaleza, pero si ésta no es "reducida" convenientemente, este poder sólo representa una mínima fracción del exponente del poder energético total. 
Por ejemplo, un tanque de combustible -gasolina-, tiene mucho más poder detonante cuando este material se activa en el contenedor, que esa misma gasolina activada sin estar comprimida en un recipiente. La diferencia de detonación es exponencial a la carga, la capacidad de reacción química del material, y al contenedor reductor. Hay materiales mucho más reactivos que otros, pero este índice es posible modificarlo cuando el material que se pretende hacer reaccionar se combina con otros reactivos, que sirven como activadores en un proceso llamado tren de fuego.